# Audrey Patterson
Audrey Patterson, detta Mickey (New Orleans, 27 settembre 1926 – San Diego, 23 agosto 1996), è stata una velocista statunitense, medaglia di bronzo nei 200 metri piani ai Giochi olimpici di Londra 1948.

## Palmarès
| Anno | Manifestazione  | Sede   | Evento      | Risultato | Prestazione | Note |
| ---- | --------------- | ------ | ----------- | --------- | ----------- | ---- |
| 1948 | Giochi olimpici | Londra | 100 m piani | Batteria  | 12"8        |      |
| 1948 | Giochi olimpici | Londra | 200 m piani | Bronzo    | 25"2        |      |
| 1948 | Giochi olimpici | Londra | 4×100 m     | Batteria  | 48"5        |      |